# Blåsvart kungsfiskare
Blåsvart kungsfiskare (Todiramphus nigrocyaneus) är en fågel i familjen kungsfiskare inom ordningen praktfåglar.

## Utbredning och systematik
Blåsvart kungsfiskare delas in i tre underarter:
- T. n. nigrocyaneus – förekommer på västra Nya Guineas lågland, samt på öarna Salawati och Batanta
- T. n. quadricolor – förekommer på Yapen och norra Nya Guinea
- T. n. stictolaemus – förekommer på sydöstra Nya Guinea, från sydöstra Trans Fly-områden österut till Southeastern Peninsula

## Status
IUCN kategoriserar arten som nära hotad.